# Махачкалинский цветнохвостый космач

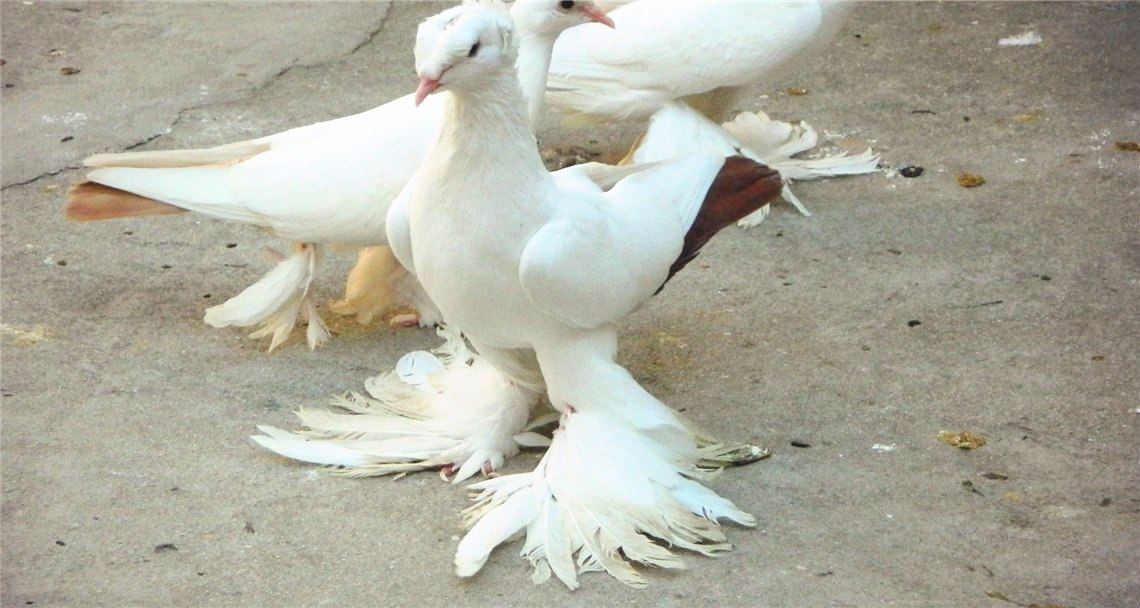

Махачкалинские цветнохвостые космачи — порода домашних голубей, относящаяся к группе бойных голубей (в процессе полета совершают кувырки «сальто» в воздухе, сопровождающиеся характерными хлопками крыльев).
Происхождение голубей достоверно неизвестно. Общепринята версия, что основой для разведения послужили персидские бойные голуби, которые были завезены на территорию современной Грузии приблизительно в 17 веке. Есть версия, что голуби появились на Кавказе в результате военных действий, которые вели между собой Османская, Персидская и Российская империи. Имеется и противоположная версия, что голуби попали на Кавказ торговым путём.

## Описание
У космачей густое, плотное и блестящее оперение, тело белое, хвост красный или жёлтый, в редких случаях бывает чёрный. Ноги космачей высокие, имеют плотное оперение длиной до 10 см, на бедрах перья имеют ту же длину.
Экстерьерные качества у космачей устойчивы, цвет и украшения перьев хорошо наследуются.